# Koszary w Skierniewicach
Koszary w Skierniewicach – powstały przy ul. Stefana Batorego w 1867 według projektu Aleksandra Woydego. Pierwsze koszary wybudowane zostały w latach 1885–1895. W skład ówczesnych koszar wchodziło 8 dużych budynków mieszkalnych i kilka gospodarczych. Garnizon dysponował własnym szpitalem, a także piekarnią.
W 1900 przy obecnej ul. Kilińskiego, dawniej Ułanów Carskich wybudowany został drugi zespół budynków koszarowych.  Budowniczym tej części koszar był żydowski przedsiębiorca Bombel. W okresie przed I wojną światową stacjonował w nich  38 Tobolski pułk piechoty i 37 Jekatierinburski pułk piechoty, a w przeddzień wybuchu wojny 31 Aleksiejewski pułk piechoty. Po odzyskaniu niepodległości w roku 1918 koszary użytkowane były przez 18 pułk piechoty oraz 26 pułk artylerii lekkiej, które wchodziły w skład 26 Dywizji Piechoty. Podczas II wojny światowej koszary zajmowane były przez wojska niemieckie. W latach 1942–1945 stacjonowała w koszarach jednostka kwatermistrzowska. Po wojnie kompleksy wojskowe były wykorzystywane przez Wojsko Polskie.  Jednostkę zlikwidowano pod koniec lat dziewięćdziesiątych XX wieku. Obecnie budynki koszar są stopniowo remontowane m.in. przy pomocy funduszy unijnych. Część budynków została przekazana  Państwowej Wyższej Szkole Zawodowej.